# Paul Emil Gabel
Pour les articles homonymes, voir Gabel.

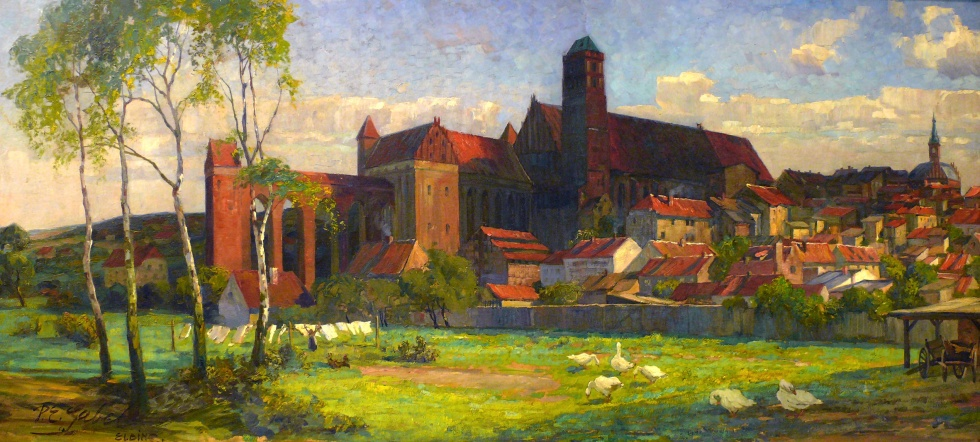
Vue de la cathédrale et du château de Kwidzyn, 1921.

Paul Emil Gabel (né le 29 mars 1875 à Elbing, mort le 9 septembre 1938 à Hambourg) est un peintre allemand.

## Biographie
Paul Emil Gabel reçoit une première éducation auprès de son oncle et père adoptif qui reconnaît son talent. Il étudie à l'académie des beaux-arts de Düsseldorf de 1893 à 1900.
En 1903, il devient membre de Malkasten. Gabel vit et travaille à Elbląg et dans d'autres villes du nord de l'Allemagne. Des voyages d'étude l'amènent aux Pays-Bas, à Dordrecht, Amsterdam et autour du Zuiderzee.
Dans les années 1920, il vit avec la peintre Elfriede Kneiphoff. Ils ont une fille, Ruth, qui sera l'épouse du peintre Bernd Hering (de).
En septembre 1929, Gabel vient s'installer à Hambourg. Il fait des voyages en Italie, en Égypte et dans le sud de l'Allemagne.
En 1938, il meurt d'un AVC. Il se fait enterrer à Elbing.